# Gare de Marcaltő
La gare de Marcaltő (en hongrois : Marcaltő vasútállomás) est une gare ferroviaire hongroise de la ligne 14 de Pápa à Csorna, située sur le territoire de la Localité de  Marcaltő dans le comitat Veszprém.
C'est une halte voyageurs de la Magyar Államvasutak (MÁV) desservie par des trains locaux.

## Situation ferroviaire
Établie à 120 mètres d'altitude, la gare de Marcaltő est située au point kilométrique (PK) 14 de la ligne 14 de Pápa à Csorna (voie unique), entre les gares de Nemesgörzsöny et de Rábahíd.

## Service des voyageurs

### Accueil
Halte MÁV, c'est un point d'arrêt non géré (PANG) à accès libre.

### Desserte
Marcaltő est desservie par des trains omnibus de ligne 14 de la MÁV.